# Phytodietus rutilus
Phytodietus rutilus är en stekelart som beskrevs av Salome Litwin Krebs 1969. Phytodietus rutilus ingår i släktet Phytodietus och familjen brokparasitsteklar. Inga underarter finns listade i Catalogue of Life.